# Leona Cavalli
Alleyona Canedo da Silva (Rosário do Sul, 6 de novembro de 1969), mais conhecida como Leona Cavalli, é uma atriz e diretora teatral brasileira. Ela é ganhadora de vários prêmios, incluindo um Prêmio APCA, dois Prêmios Qualidade Brasil, um Prêmio Shell, e um Prêmio Guarani, além de ter recebido indicações para três prêmios Grande Otelo.
Leona fez sua estreia no teatro profissional aos 16 anos participando de uma montagem de Valsa n° 6. Após estudar teatro na PUC em São Paulo, ela fez parte de outras montagens de peças clássicas, como Farsa de Inês Pereira e Auto da Barca do Inferno. Ela recebeu aclamação da crítica por sua performance no filme Um Céu de Estrelas (1996), onde interpretou a cabeleireira Dalva, que vive um relacionamento sombrio e violento com seu marido. Por seu trabalho, ela venceu o Prêmio APCA de Melhor Atriz em Cinema, o Candango de Melhor Atriz pelo Festival de Brasília, além de ter recebido sua primeira de quatro indicações ao Prêmio Guarani.
Em 2000 passou a interpretar Geni na peça Toda Nudez Será Castigada, uma peça teatral escrita por Nelson Rodrigues em 1965, pela qual ela venceu o Prêmio Shell de Melhor Atriz. Em 2002 foi elogiada por seu retrato de Blanche DuBois na peça Um Bonde Chamado Desejo, vendendo o Prêmio Qualidade Brasil de Melhor Atriz em Peça de Drama.
Cavalli sua estreia na televisão em uma participação especial na série Os Normais, na TV Globo, em 2002. No mesmo ano, ela atuou no filme Amarelo Manga, dirigido por Cláudio Assis. Por seu desempenho, ela recebeu novamente aclamação da crítica, vencendo o Prêmio Guarani de Melhor Atriz Coadjuvante e sendo indicada ao Grande Otelo de Melhor Atriz. Suas atuações nos filmes Carandiru (2003) e Contra Todos (2004) lhe renderam indicações da Academia Brasileira de Cinema ao Grande Otelo de Melhor Atriz Coadjuvante e Melhor Atriz, respectivamente.
Em 2007 interpretou Justine na minissérie Amazônia, de Galvez a Chico Mendes, seu primeiro papel de destaque na televisão, pelo qual venceu o Prêmio Qualidade Brasil de Melhor Atriz de Minissérie. Ela também se destacou no personagem da prostituta Zarolha na novela das onze Gabriela (2012) e no papel da vilã Glauce na novela do horário nobre Amor à Vida (2013). Em 2019 interpretou Teresa em Órfãos da Terra.

## Biografia
Filha de pai político, advogado e poeta e de mãe professora, tem três irmãos.
Ao nascer, recebeu o nome de Alleyona. Sua mãe queria que fosse Leona, mas o pai achou o nome muito forte para um bebê e resolveu adaptá-lo. Cavalli vem dos seus padrinhos. Sua infância foi junto à natureza, brincando pelos campos gaúchos, onde corria a cavalo, subia em árvores, nadava e a praticava muitos outros esportes. Com o pai, que foi prefeito da cidade duas vezes, aprendeu desde cedo a conviver com muita gente, subindo em palanques, frequentando comícios. Com a mãe, aprendeu a gostar da beleza e amar a liberdade. Aos dez anos já viajava, tinha namorados e já queria ser atriz. Foi uma adolescente rebelde. Aos quatorze anos, viajou para o Rio de Janeiro, onde assistiu a primeira grande peça, A Divina Sarah, com Tônia Carrero, e, em seguida, no Theatro São Pedro, em Porto Alegre, "As Lágrimas Amargas de Petra Von Kant", com Fernanda Montenegro e Renata Sorrah, e "Brincando em Cima Daquilo", com Marília Pera. Decidiu naquela época que iria começar a carreira de atriz. Seu pai, porém, não permitiu que Leona fosse morar em Porto Alegre. No ano seguinte, viajou para Londres, onde assistiu um espetáculo chamado Motim. Depois da peça, ligou para o pai e disse que ficaria morando em Londres, e que desejava ser atriz. Disse que só voltaria ao Brasil para morar em Porto Alegre e fazer teatro. O pai então permitiu.

## Carreira

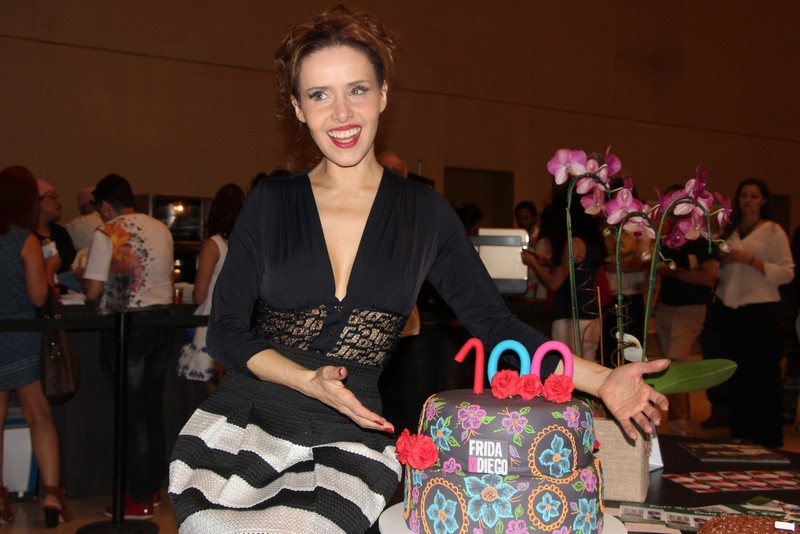
Leona na centésima apresentação da peça 'Frida e Diego' em 2015.

Assim que voltou ao Brasil, começou a fazer curso de teatro. Como finalização do curso, participou de Valsa nº 6,de Nelson Rodrigues, sua estréia no teatro adulto, com 16 anos.  Depois, entrou na UFRGS, no curso de Artes Cênicas e na PUC, no curso de direito. Mas, largou tudo e foi embora para São Paulo na tentativa de fazer teatro profissionalmente.  Chegou a São Paulo em 1990. Entrou para o curso de teatro da PUC, onde fez "O Homem e o Cavalo", de Oswald de Andrade.  Logo depois, fez, com o ator Pascoal da Conceição, a Farsa de Inês Pereira e Auto da Barca do Inferno, de Gil Vicente. Em seguida, Leona fez, com o diretor Zé Celso Martinez Corrêa, As Troianas, de Eurípedes, e Hamlet, montagem para a reinauguração do Teatro Oficina. A atriz tinha nome artístico de Alleyona Cavalli. Além de teatro, Leona faz cinema e TV. No cinema, fez Amarelo Manga, Cafundó, Através da Janela, Carandiru e Olga, dentre outros.
Na TV, participou das novelas As Filhas da Mãe, Da Cor do Pecado, Começar de Novo, Bang Bang e Belíssima. Em 2007, participou da minissérie Amazônia e da novela Duas Caras, ambas da TV Globo. Em 2008, após encerrar a novela Duas Caras, Leona participou de um episódio do seriado Casos e Acasos (Globo). Ainda em 2008, a atriz esteve novamente na TV, integrando o elenco da novela Negócio da China. Leona, em 2010, participou da minissérie Dalva e Herivelto interpretando a personagem Margot, e também está no teatro com o monólogo Máscaras de Penas Penadas. Ainda em 2010, participa de um dos episódios de As Cariocas e A Vida Alheia, seriados exibidos pela Rede Globo, além de aparecer no longa metragem Os Inquilinos. Em 2011, ela fez uma participação especial na novela Araguaia. Esteve na novela A Vida da Gente, no qual interpretou a pediatra Celina.  Em 2012, fez uma participação na série As Brasileiras, no episódio "A Justiceira de Olinda" e interpretou sua primeira vilã, Zarolha, no remake da novela Gabriela. Em decorrência do sucesso de sua sensual personagem Zarolha, surge convite para posar nua na edição de Outubro de 2012 da revista Playboy. Aos 42 anos de idade a atriz mostrou excelente forma e o ensaio foi um sucesso de público e crítica. Em 2013, esteve na novela Amor à Vida de Walcyr Carrasco, interpretando a médica Glauce, mulher que compromete sua carreira para ajudar Bruno (Malvino Salvador), por quem é apaixonada. Em 2015, é anunciada no elenco da novela Totalmente Demais na pele de Gilda, uma moradora do interior do Rio De Janeiro e mãe da protagonista Eliza, interpretada por Marina Ruy Barbosa.
Em julho de 2017, após anos na Rede Globo, assina com a RecordTV para atuar na novela Apocalipse, na qual interpretou a vilã Ariela. 
Em 2018, atua na segunda temporada da série da TV Brasil, Natália como Ingrid Romanek, uma mulher de negócios, dirige a peça de teatro Pandora e roda o filme Águas Selvagens, uma coprodução entre o Brasil e a Argentina.

## Filmografia

### Televisão
| Ano     | Título                                | Personagem                 | Notas                                             |
| ------- | ------------------------------------- | -------------------------- | ------------------------------------------------- |
| 2002    | Os Normais                            | Sheila                     | Episódio: "Acima do Normal"                       |
| 2003    | A Grande Família                      | Vanessa                    | Episódio: "Costurando para Fora"                  |
| 2004    | Da Cor do Pecado                      | Edilásia Sardinha (jovem)  | Participação                                      |
| 2004    | Começar de Novo                       | Lucrécia Borges (jovem)    | Participação                                      |
| 2005    | Belíssima                             | Valdete Pereira            |                                                   |
| 2006    | Bang Bang                             | Bandida                    | Episódio: "21 de abril"                           |
| 2006    | Pé na Jaca                            | Miranda                    | Episódio: "29 de novembro"                        |
| 2006–14 | Brasil Cult                           | Apresentadora              |                                                   |
| 2007    | Amazônia, de Galvez a Chico Mendes    | Justine                    |                                                   |
| 2007    | Duas Caras                            | Dália Mendes               |                                                   |
| 2008    | Guerra e Paz                          | Miréia                     | Episódio: "Velozes e Infiéis"                     |
| 2008    | Casos e Acasos                        | Célia                      | Episódio: "A Nova Mulher, o Chefe e o Dia Fértil" |
| 2008    | A Grande Família                      | Rebeca                     | Episódio: "Era Uma Vez no Motel"                  |
| 2008    | Negócio da China                      | Maralanis Silvestre        |                                                   |
| 2009    | Aline                                 | Vera                       | Episódio: "Aline Gorda" Episódio: "Aline TPM"     |
| 2010    | Dalva e Herivelto: uma Canção de Amor | Margot                     |                                                   |
| 2010    | A Vida Alheia                         | Magda Kosmo                | Episódio: "O Sequestro"                           |
| 2010    | Na Forma da Lei                       | Belinda Azambuja           | Episódio: "Maratona"                              |
| 2010    | As Cariocas                           | Rita                       | Episódio: "A Traída da Barra"                     |
| 2011    | Araguaia                              | Marly                      | Episódio: "2 de fevereiro"                        |
| 2011    | Autor por Autor                       | Ana Miranda                | Episódio: "Ana Miranda"                           |
| 2011    | A Vida da Gente                       | Drª. Celina Prado Sampaio  |                                                   |
| 2012    | As Brasileiras                        | Valquíria                  | Episódio: "A Justiceira de Olinda"                |
| 2012    | Gabriela                              | Risoleta Ventura (Zarolha) |                                                   |
| 2013    | Amor à Vida                           | Drª. Glauce de Sá Benites  |                                                   |
| 2015    | Totalmente Demais                     | Gilda de Assis             |                                                   |
| 2016    | A Secretária do Presidente            | Mirtes de Souza Pinto      |                                                   |
| 2016    | Dança dos Famosos                     | Participante               | Temporada 13                                      |
| 2017    | Apocalipse                            | Ariela Feld                |                                                   |
| 2018    | Natália                               | Ingrid Romanek             | Temporada 2                                       |
| 2019    | Órfãos da Terra                       | Teresa Monte Castelli      |                                                   |
| 2022    | O Rei da TV                           | Íris Abravanel             |                                                   |
| 2023    | Terra e Paixão                        | Gladys Junqueira           |                                                   |
| 2025    | Dona de Mim                           | Gabriela Moller Stoltz     | Episódios: "29 de maio–2 de junho"                |

### Cinema
| Ano  | Título                      | Papel            | Notas          |
| ---- | --------------------------- | ---------------- | -------------- |
| 1996 | Um Céu de Estrelas          | Dalva            |                |
| 1997 | O Trabalho dos Homens       | Mulher estuprada | Curta-metragem |
| 1999 | Ilha                        | Mariana          |                |
| 2000 | Através da Janela           | Simone           |                |
| 2002 | Amarelo Manga               | Lígia            |                |
| 2003 | Carandiru                   | Dina             |                |
| 2004 | Desequilíbrio               | Prostituta       | Curta-metragem |
| 2004 | Contra Todos                | Cláudia          |                |
| 2004 | Olga                        | Maria            |                |
| 2004 | Capital Circulante          |                  | Curta-metragem |
| 2005 | Quanto Vale Ou É Por Quilo? | Clara            |                |
| 2005 | Cafundó                     | Rosário          |                |
| 2006 | Antônia                     |                  |                |
| 2010 | Os Inquilinos               | Fátima           |                |
| 2010 | Aparecida - O Milagre       | Sônia Resende    |                |
| 2011 | As 12 Estrelas              | Dolores Ferrão   |                |
| 2013 | A Casa da Mãe Joana 2       | Laurinha         |                |
| 2015 | Anna K                      | Joana Fonseca    |                |
| 2022 | Águas Selvagens             | Debora Shuster   |                |
| 2024 | Poemaria                    | Ela mesma        | Documentário   |

## Teatro

### Como atriz
| Ano  | Título                          | Papel / Cargo  |
| ---- | ------------------------------- | -------------- |
| 1993 | Valsa nº 6                      |                |
| 1993 | Ham-let                         | Ofélia         |
| 1994 | Os Mistérios Gozozos            |                |
| 1996 | As Bacantes                     |                |
| 1997 | Auto da Barca do Inferno        |                |
| 1997 | Pra Dar um Fim no Juízo de Deus |                |
| 1998 | Tio Vânia                       | Vânia          |
| 1998 | Viva o Demiurgo                 |                |
| 1999 | O Disco Solar                   |                |
| 1999 | Disk Ofensa                     |                |
| 1999 | A Vizinha de Noé                |                |
| 1999 | Cacilda!                        | Cacilda Becker |
| 2001 | Toda Nudez Será Castigada       | Geni           |
| 2002 | Um Bonde Chamado Desejo         | Blanche Dubois |
| 2003 | Vestir o Pai                    | Regina         |
| 2004 | Memórias do Mar Aberto          | Medéia         |
| 2010 | Máscaras de Penas Penadas       | Atriz          |
| 2014 | E aí, Comeu?                    | 7 personagens  |
| 2015 | Frida y Diego                   | Frida Kahlo    |
| 2017 | Gatão de Meia Idade             | 8 personagens  |
| 2022 | Paixão de Cristo - Floriano-PI. | Salomé         |
| 2025 | Senhora dos Afogados            | Dona Eduarda   |

### Como diretora
| Ano  | Título          |
| ---- | --------------- |
| 1999 | Cascando o Bico |
| 2012 | O Príncipe      |
| 2018 | Pandora         |

## Prêmios e indicações
| Ano  | Prêmio                               | Categoria                  | Trabalho                           | Resultado | Ref    |
| ---- | ------------------------------------ | -------------------------- | ---------------------------------- | --------- | ------ |
| 1996 | Prêmio Cine SESC                     | Melhor Atriz               | Um Céu de Estrelas                 | Venceu    | [ 63 ] |
| 1996 | Festival Internacional de Trieste    | Melhor Atriz               | Um Céu de Estrelas                 | Venceu    | [ 63 ] |
| 1996 | Troféu APCA                          | Melhor Atriz               | Um Céu de Estrelas                 | Venceu    | [ 63 ] |
| 1996 | Festival de Brasília                 | Melhor Atriz               | Um Céu de Estrelas                 | Venceu    | [ 63 ] |
| 1999 | Prêmio Guarani de Cinema Brasileiro  | Melhor Atriz               | Um Céu de Estrelas                 | Indicado  |        |
| 2002 | Prêmio Shell                         | Melhor Atriz               | Toda Nudez Será Castigada          | Venceu    | [ 65 ] |
| 2002 | Prêmio Qualidade Brasil              | Melhor Atriz               | Um Bonde Chamado Desejo            | Venceu    | [ 65 ] |
| 2003 | Festival Internacional de Barcelona  | Melhor Atriz               | Amarelo Manga                      | Venceu    | [ 63 ] |
| 2004 | Prêmio Guarani de Cinema Brasileiro  | Melhor Atriz Coadjuvante   | Amarelo Manga                      | Venceu    |        |
| 2004 | Grande Prêmio do Cinema Brasileiro   | Melhor Atriz               | Amarelo Manga                      | Indicada  |        |
| 2004 | Grande Prêmio do Cinema Brasileiro   | Melhor Atriz Coadjuvante   | Carandiru                          | Indicada  |        |
| 2005 | Festival de Cataguases               | Melhor Atriz               | Contra Todos                       | Venceu    | [ 63 ] |
| 2005 | CinePort                             | Melhor Atriz Coadjuvante   | Contra Todos                       | Venceu    | [ 67 ] |
| 2005 | Prêmio Fiesp/Sesi-SP de Cinema       | Melhor Atriz               | Contra Todos                       | Venceu    | [ 68 ] |
| 2005 | Festival Internacional de Las Palmas | Melhor Atriz               | Contra Todos                       | Venceu    |        |
| 2005 | Grande Prêmio do Cinema Brasileiro   | Melhor Atriz               | Contra Todos                       | Indicada  | [ 69 ] |
| 2006 | Prêmio Contigo! de Cinema Nacional   | Melhor Atriz Coadjuvante   | Quanto Vale Ou É Por Quilo?        | Indicada  | [ 70 ] |
| 2006 | Prêmio Guarani de Cinema Brasileiro  | Melhor Atriz Coadjuvante   | Quanto Vale Ou É Por Quilo?        | Indicado  |        |
| 2007 | Prêmio Qualidade Brasil              | Melhor Atriz de Minissérie | Amazônia, de Galvez a Chico Mendes | Venceu    | [ 65 ] |
| 2007 | Prêmio Top of Business Nacional      | Melhor Atriz               | Amazônia, de Galvez a Chico Mendes | Venceu    | [ 71 ] |
| 2007 | Prêmio Guarani de Cinema Brasileiro  | Melhor Atriz Coadjuvante   | Cafundó                            | Indicado  |        |
| 2010 | Troféu Evidência Nacional            | Arte                       | Homenagem                          | Venceu    | [ 63 ] |
| 2012 | Prêmio Quem de Televisão             | Melhor Atriz Coadjuvante   | Gabriela                           | Indicada  | [ 73 ] |
| 2014 | Prêmio Fiesp/Sesi-SP de Cinema       | Melhor Atriz Coadjuvante   | A Casa da Mãe Joana 2              | Venceu    | [ 74 ] |
| 2014 | Prêmio Top Brazil Quality            | Melhor Atriz de Teatro     | Frida y Diego                      | Venceu    | [ 75 ] |
| 2014 | Prêmio Qualidade Brasil              | Melhor Atriz de Drama      | Frida y Diego                      | Indicada  | [ 76 ] |
| 2015 | Prêmio Cenym                         | Melhor Atriz               | Frida y Diego                      | Indicada  | [ 77 ] |
| 2016 | Prêmio Magnífico Melhores do Ano     | Homenagem                  | Frida y Diego                      | Venceu    | [ 63 ] |
| 2016 | Troféu Evidência Nacional            | Arte                       | Homenagem                          | Venceu    | [ 63 ] |
| 2024 | Prêmio Cenym de Teatro Nacional      | Melhor Monólogo            | Elogio da Loucura                  | Pendente  |        |